# Championnats du monde de cyclisme sur piste 2013
Navigation
Melbourne 2012 Cali 2014
Les championnats du monde de cyclisme sur piste 2013 se déroulent à Minsk en Biélorussie du 20 au 24 février 2013 sur la Minsk-Arena. Les 19 épreuves présentes aux championnats précédents sont au programme.

## Médaillés

### Hommes
| Épreuves                                       | Or                                                                          | Or             | Argent                                                                | Argent         | Bronze                                                                                         | Bronze         |
| ---------------------------------------------- | --------------------------------------------------------------------------- | -------------- | --------------------------------------------------------------------- | -------------- | ---------------------------------------------------------------------------------------------- | -------------- |
| Kilomètre contre-la-montre résultats détaillés | François Pervis                                                             | 1 min 0 s 221  | Simon van Velthooven                                                  | 1 min 0 s 869  | Joachim Eilers                                                                                 | 1 min 1 s 450  |
| Keirin résultats détaillés                     | Jason Kenny                                                                 |                | Maximilian Levy                                                       |                | Matthijs Büchli                                                                                |                |
| Vitesse résultats détaillés                    | Stefan Bötticher                                                            |                | Denis Dmitriev                                                        |                | François Pervis                                                                                |                |
| Vitesse par équipes résultats détaillés        | René Enders Stefan Bötticher Maximilian Levy Allemagne                      | 43 s 495       | Ethan Mitchell Sam Webster Edward Dawkins Nouvelle-Zélande            | 43 s 544       | Julien Palma François Pervis Michaël D'Almeida France                                          | 43 s 798       |
| Poursuite individuelle résultats détaillés     | Michael Hepburn                                                             | 4 min 16 s 733 | Martyn Irvine                                                         | 4 min 24 s 528 | Stefan Küng                                                                                    | 4 min 22 s 841 |
| Poursuite par équipes résultats détaillés      | Glenn O'Shea Alexander Edmondson Michael Hepburn Alexander Morgan Australie | 3 min 56 s 751 | Steven Burke Edward Clancy Samuel Harrison Andrew Tennant Royaume-Uni | 4 min 00 s 967 | Lasse Norman Hansen Casper von Folsach Mathias Møller Nielsen Rasmus Christian Quaade Danemark | 3 min 59 s 821 |
| Course aux points résultats détaillés          | Simon Yates                                                                 | 35 pts         | Eloy Teruel                                                           | 34 pts         | Kirill Sveshnikov                                                                              | 30 pts         |
| Américaine résultats détaillés                 | Vivien Brisse Morgan Kneisky France                                         | 18 pts         | David Muntaner Albert Torres Espagne                                  | 15 pts         | Henning Bommel Theo Reinhardt Allemagne                                                        | 13 pts         |
| Scratch résultats détaillés                    | Martyn Irvine                                                               |                | Andreas Müller                                                        |                | Luke Davison                                                                                   |                |
| Omnium résultats détaillés                     | Aaron Gate                                                                  | 18 pts         | Lasse Norman Hansen                                                   | 21 pts         | Glenn O'Shea                                                                                   | 20 pts         |

### Femmes
| Épreuves                                   | Or                                                  | Or             | Argent                                               | Argent         | Bronze                                              | Bronze         |
| ------------------------------------------ | --------------------------------------------------- | -------------- | ---------------------------------------------------- | -------------- | --------------------------------------------------- | -------------- |
| 500 m contre-la-montre résultats détaillés | Lee Wai-sze                                         | 33 s 973       | Miriam Welte                                         | 33 s 996       | Rebecca James                                       | 34 s 133       |
| Keirin résultats détaillés                 | Rebecca James                                       |                | Gong Jinjie                                          |                | Lisandra Guerra                                     |                |
| Vitesse résultats détaillés                | Rebecca James                                       |                | Kristina Vogel                                       |                | Lee Wai-sze                                         |                |
| Vitesse par équipes résultats détaillés    | Kristina Vogel Miriam Welte Allemagne               | 33 s 053       | Gong Jinjie Guo Shuang Chine                         | 33 s 083       | Rebecca James Victoria Williamson Royaume-Uni       | 33 s 893       |
| Poursuite résultats détaillés              | Sarah Hammer                                        | 3 min 32 s 050 | Amy Cure                                             | 3 min 40 s 685 | Annette Edmondson                                   | 3 min 36 s 830 |
| Poursuite par équipes résultats détaillés  | Laura Trott Danielle King Elinor Barker Royaume-Uni | 3 min 18 s 140 | Annette Edmondson Amy Cure Melissa Hoskins Australie | 3 min 19 s 913 | Gillian Carleton Jasmin Glaesser Laura Brown Canada | 3 min 20 s 704 |
| Course aux points résultats détaillés      | Jarmila Machačová                                   | 30 pts         | Sofía Arreola                                        | 29 pts         | Giorgia Bronzini                                    | 22 pts         |
| Scratch résultats détaillés                | Katarzyna Pawłowska                                 |                | Sofía Arreola                                        |                | Evgenia Romanyuta                                   |                |
| Omnium résultats détaillés                 | Sarah Hammer                                        | 20 pts         | Laura Trott                                          | 24 pts         | Annette Edmondson                                   | 26 pts         |

## Résultats détaillés

### Hommes

#### Kilomètre
Dix-neuf coureurs de treize pays différents participent au kilomètre. Le Français François Pervis s'impose en 1 min 00 s 221. C'est son premier titre de champion du monde, après cinq podiums de championnats du monde du kilomètre depuis 2006, et une médaille d'argent du keirin en 2009. Il devance le Néo-Zélandais Simon van Velthooven et l'Allemand Joachim Eilers,.
| Pos                | Nom                  | Pays             | Temps          |
| ------------------ | -------------------- | ---------------- | -------------- |
| Médaille d'or      | François Pervis      | France           | 1 min 00 s 221 |
| Médaille d'argent  | Simon van Velthooven | Nouvelle-Zélande | 1 min 00 s 869 |
| Médaille de bronze | Joachim Eilers       | Allemagne        | 1 min 01 s 450 |
| 4                  | Kian Emadi           | Royaume-Uni      | 1 min 01 s 756 |
| 5                  | Eric Engler          | Allemagne        | 1 min 01 s 762 |
| 6                  | Teun Mulder          | Pays-Bas         | 1 min 01 s 998 |
| 7                  | Hugo Haak            | Pays-Bas         | 1 min 02 s 175 |
| 8                  | Edward Dawkins       | Nouvelle-Zélande | 1 min 02 s 212 |
| 9                  | Francesco Ceci       | Italie           | 1 min 02 s 703 |
| 10                 | Krzysztof Maksel     | Pologne          | 1 min 02 s 711 |
| 11                 | Yudai Nitta          | Japon            | 1 min 02 s 934 |
| 12                 | Quentin Lafargue     | France           | 1 min 03 s 030 |
| 13                 | Andrey Kubeev        | Russie           | 1 min 03 s 438 |
| 14                 | Robin Wagner         | Tchéquie         | 1 min 03 s 640 |
| 15                 | Tomas Babek          | Tchéquie         | 1 min 03 s 769 |
| 16                 | Gennadii Genus       | Ukraine          | 1 min 03 s 819 |
| 17                 | José Moreno Sánchez  | Espagne          | 1 min 03 s 957 |
| 18                 | Leung Chun Wing      | Hong Kong        | 1 min 05 s 078 |
| 19                 | Sergio Aliaga        | Espagne          | 1 min 05 s 425 |

#### Keirin
- Finale

| Pos                | Nom              | Pays        | Notes |
| ------------------ | ---------------- | ----------- | ----- |
| Médaille d'or      | Jason Kenny      | Royaume-Uni |       |
| Médaille d'argent  | Maximilian Levy  | Allemagne   |       |
| Médaille de bronze | Matthijs Büchli  | Pays-Bas    |       |
| 4                  | Andrew Taylor    | Australie   |       |
| 5                  | Scott Sunderland | Australie   |       |
| –                  | Stefan Bötticher | Allemagne   |       |

- Petite finale

| Pos | Nom                  | Pays             | Notes |
| --- | -------------------- | ---------------- | ----- |
| 7   | François Pervis      | France           |       |
| 8   | Matthew Glaetzer     | Australie        |       |
| 9   | Chrístos Volikákis   | Grèce            |       |
| 10  | Tobias Wächter       | Allemagne        |       |
| 11  | Josiah Ng Onn Lam    | Malaisie         |       |
| 12  | Simon van Velthooven | Nouvelle-Zélande | REL   |

#### Vitesse
- Finales

| Manche                           | Nom              | Pays             | 1re manche | 2e manche | 3e manche |
| -------------------------------- | ---------------- | ---------------- | ---------- | --------- | --------- |
| Match pour la médaille d'or      |                  |                  |            |           |           |
| Médaille d'or                    | Stefan Bötticher | Allemagne        |            |           |           |
| Médaille d'argent                | Denis Dmitriev   | Russie           |            |           |           |
| Match pour la médaille de bronze |                  |                  |            |           |           |
| Médaille de bronze               | François Pervis  | France           |            |           |           |
| 4                                | Sam Webster      | Nouvelle-Zélande |            |           |           |

#### Vitesse par équipes
- Finales

| Pos                              | Nom                                               | Pays             | Temps  |
| -------------------------------- | ------------------------------------------------- | ---------------- | ------ |
| Match pour la médaille d'or      |                                                   |                  |        |
| Médaille d'or                    | René Enders Maximilian Levy Stefan Bötticher      | Allemagne        | 43.495 |
| Médaille d'argent                | Edward Dawkins Ethan Mitchell Sam Webster         | Nouvelle-Zélande | 43.544 |
| Match pour la médaille de bronze |                                                   |                  |        |
| Médaille de bronze               | Julien Palma Michaël D'Almeida François Pervis    | France           | 43.798 |
| 4                                | Matthew Glaetzer Mitchell Bullen Scott Sunderland | Australie        | 44.005 |

#### Poursuite individuelle
- Finales

| Course pour la médaille d'or      |                  |           |                |  |
| Médaille d'or                     | Michael Hepburn  | Australie | 4 min 16 s 733 |  |
| Médaille d'argent                 | Martyn Irvine    | Irlande   | 4 min 24 s 528 |  |
| Course pour la médaille de bronze |                  |           |                |  |
| Médaille de bronze                | Stefan Küng      | Suisse    | 4 min 22 s 841 |  |
| 4                                 | Alexander Morgan | Australie | 4 min 26 s 800 |  |

#### Poursuite par équipes
Quinze équipes participent au tour de qualification. Les équipes australienne et britannique réalisent les deux meilleurs temps, respectivement 3 min 59 s 325 et 3 min 59 s 784, et se qualifient donc pour la finale. Les Danois et les Espagnols réalisent les troisième et quatrième meilleurs temps et s'affrontent pour la médaille de bronze,.
Lors de cette finale pour la troisième place, les Danois Lasse Norman Hansen, Casper von Folsach, Mathias Møller Nielsen et Rasmus Christian Quaade battent les Espagnols Unai Elorriaga, Eloy Teruel, Asier Maeztu et Sebastián Mora, et décrochent la médaille de bronze. En finale, l'équipe d'Australie composée de Glenn O'Shea, Alexander Edmondson, Michael Hepburn et Alexander Morgan battent les Britanniques Steven Burke, Edward Clancy, Samuel Harrison et Andrew Tennant, avec 4 secondes d'avance.
L’Australien Michael Hepburn décroche son troisième titre de champion du monde de poursuite par équipes, après ceux de 2010 et 2011. Il a également été champion du monde de poursuite individuelle en 2012. Comme Hepburn, Glenn O'Shea a fait partie de l'équipe d'Australie médaillée d'argent en 2012 aux championnats du monde et aux Jeux olympiques. Il a été champion du monde de l'omnium en 2012. Pour Alexander Edmondson et Alexander Morgan, il s'agit d'un premier podium en championnats du monde élites. Ils ont auparavant été champions du monde de la discipline en catégorie juniors.
- Finales

| Pos                              | Nom                                                                                   | Pays        | Temps          | Notes |
| -------------------------------- | ------------------------------------------------------------------------------------- | ----------- | -------------- | ----- |
| Match pour la médaille d'or      |                                                                                       |             |                |       |
| Médaille d'or                    | Glenn O'Shea Alexander Edmondson Michael Hepburn Alexander Morgan                     | Australie   | 3 min 56 s 751 |       |
| Médaille d'argent                | Steven Burke Edward Clancy Samuel Harrison Andrew Tennant                             | Royaume-Uni | 4 min 00 s 967 |       |
| Match pour la médaille de bronze |                                                                                       |             |                |       |
| Médaille de bronze               | Lasse Norman Hansen Casper von Folsach Mathias Møller Nielsen Rasmus Christian Quaade | Danemark    | 3 min 59 s 821 |       |
| 4                                | Unai Elorriaga Eloy Teruel Asier Maeztu Sebastián Mora                                | Espagne     | 4 min 05 s 569 |       |

#### Course aux points
| Pos                | Nom                 | Pays        | Points au sprint* | Points au tour** | Total |
| ------------------ | ------------------- | ----------- | ----------------- | ---------------- | ----- |
| Médaille d'or      | Simon Yates         | Royaume-Uni | 15                | 20               | 35    |
| Médaille d'argent  | Eloy Teruel         | Espagne     | 14                | 20               | 34    |
| Médaille de bronze | Kirill Sveshnikov   | Russie      | 10                | 20               | 30    |
| 4                  | Milan Kadlec        | Tchéquie    | 10                | 20               | 30    |
| 5                  | Stefan Küng         | Suisse      | 7                 | 20               | 27    |
| 6                  | Andreas Graf        | Autriche    | 23                | 0                | 23    |
| 7                  | Henning Bommel      | Allemagne   | 20                | 0                | 20    |
| 8                  | Angelo Ciccone      | Italie      | 19                | 0                | 19    |
| 9                  | Thomas Boudat       | France      | 18                | 0                | 18    |
| 10                 | Kenny De Ketele     | Belgique    | 13                | 0                | 13    |
| 11                 | Alexander Edmondson | Australie   | 10                | 0                | 10    |
| 12                 | Jesper Mørkøv       | Danemark    | 7                 | 0                | 7     |
| 13                 | Wojtek Pszczolarski | Pologne     | 5                 | 0                | 5     |
| 14                 | Pavel Gatskiy       | Kazakhstan  | 3                 | -20              | -17   |
| 15                 | Raman Ramanau       | Biélorussie | 2                 | -60              | -58   |
| -                  | Wim Stroetinga      | Pays-Bas    | 0                 | 0                | DNF   |
| -                  | Vladimir Tuychiev   | Ouzbékistan | 0                 | −20              | DNF   |
| -                  | Amrit Singh         | Inde        | 0                 | −40              | DNF   |
| -                  | Mykhaylo Radionov   | Ukraine     | 0                 | −40              | DNF   |

#### Américaine
| Pos                | Nom                                  | Pays        | Points | Tours |
| ------------------ | ------------------------------------ | ----------- | ------ | ----- |
| Médaille d'or      | Vivien Brisse Morgan Kneisky         | France      | 18     |       |
| Médaille d'argent  | David Muntaner Albert Torres         | Espagne     | 15     |       |
| Médaille de bronze | Henning Bommel Theo Reinhardt        | Allemagne   | 13     |       |
| 4                  | Angelo Ciccone Liam Bertazzo         | Italie      | 12     | - 1   |
| 5                  | Roman Lutsyshyn Mikhaylo Radionov    | Ukraine     | 10     | - 1   |
| 6                  | Vojtěch Hačecký Jiří Hochmann        | Tchéquie    | 9      | - 1   |
| 7                  | Silvan Dillier Tristan Marguet       | Suisse      | 9      | - 1   |
| 8                  | Kenny De Ketele Gijs Van Hoecke      | Belgique    | 7      | - 1   |
| 9                  | Andreas Graf Andreas Müller          | Autriche    | 3      | - 1   |
| 10                 | Jesper Mørkøv Mathias Møller Nielsen | Danemark    | 2      | - 1   |
| 11                 | Owain Doull Simon Yates              | Royaume-Uni | 2      | - 1   |
| 12                 | Wim Stroetinga Peter Schep           | Pays-Bas    | 2      | - 1   |
| 13                 | Kwok Ho Ting Cheung King Lok         | Hong Kong   | 0      | - 1   |
| 14                 | Ievgueni Kovalev Ivan Kovalev        | Russie      | 0      | - 1   |
| 15                 | Glenn O'Shea Alexander Edmondson     | Australie   | 0      | - 1   |
| –                  | Dias Omirzakov Artyom Zakharov       | Kazakhstan  | DNF    |       |

#### Scratch
| Pos                | Nom                 | Pays           |
| ------------------ | ------------------- | -------------- |
| Médaille d'or      | Martyn Irvine       | Irlande        |
| Médaille d'argent  | Andreas Müller      | Autriche       |
| Médaille de bronze | Luke Davison        | Australie      |
| 4                  | Tim Veldt           | Pays-Bas       |
| 5                  | Owain Doull         | Royaume-Uni    |
| 6                  | Morgan Kneisky      | France         |
| 7                  | Theo Reinhardt      | Allemagne      |
| 8                  | Moreno De Pauw      | Belgique       |
| 9                  | Kwok Ho Ting        | Hong Kong      |
| 10                 | Albert Torres       | Espagne        |
| DNF                | Juan Esteban Arango | Colombie       |
| DNF                | Artyom Zakharov     | Kazakhstan     |
| DNF                | Rajesh Chandrasekar | Inde           |
| DNF                | Ángel Darío Colla   | Argentine      |
| DNF                | Anton Muzychkin     | Biélorussie    |
| DNF                | Jiří Hochmann       | Tchéquie       |
| DNF                | Sotírios Brétas     | Grèce          |
| DNF                | Davide Viganò       | Italie         |
| DNF                | Adrian Tekliński    | Pologne        |
| DNF                | Nolan Hoffman       | Afrique du Sud |
| DNF                | Leonid Krasnov      | Russie         |
| DNF                | Tristan Marguet     | Suisse         |
| DNF                | Roman Lutsyshyn     | Ukraine        |

#### Omnium
- Classement général

| Pos                | Nom                 | Pays             | Total |
| ------------------ | ------------------- | ---------------- | ----- |
| Médaille d'or      | Aaron Gate          | Nouvelle-Zélande | 18    |
| Médaille d'argent  | Lasse Norman Hansen | Danemark         | 21    |
| Médaille de bronze | Glenn O'Shea        | Australie        | 22    |
| 4                  | Lucas Liss          | Allemagne        | 36    |
| 5                  | Tim Veldt           | Pays-Bas         | 38    |
| 6                  | Artur Ershov        | Russie           | 42    |
| 7                  | Jasper De Buyst     | Belgique         | 48    |
| 8                  | Jonathan Dibben     | Royaume-Uni      | 49    |
| 9                  | Unai Elorriaga      | Espagne          | 57    |
| 10                 | Kwok Ho Ting        | Hong Kong        | 63    |
| 11                 | Loïc Perizzolo      | Suisse           | 67    |
| 12                 | Vivien Brisse       | France           | 69    |
| 13                 | Artyom Zakharov     | Kazakhstan       | 75    |
| 14                 | Raman Tsishkou      | Biélorussie      | 101   |
| 15                 | Volodymyr Kogut     | Ukraine          | 112   |
| 16                 | Ondřej Rybín        | Tchéquie         | 112   |
| 17                 | Juan Esteban Arango | Colombie         | 119   |
| 18                 | Paolo Simion        | Italie           | 120   |
| DSQ                | Liu Hao             | Chine            |       |

### Femmes

#### 500 m
| Pos                | Nom                 | Pays        | Temps  | Notes |
| ------------------ | ------------------- | ----------- | ------ | ----- |
| Médaille d'or      | Lee Wai-sze         | Hong Kong   | 33.973 |       |
| Médaille d'argent  | Miriam Welte        | Allemagne   | 33.996 |       |
| Médaille de bronze | Rebecca James       | Royaume-Uni | 34.133 |       |
| 4                  | Lisandra Guerra     | Cuba        | 34.220 |       |
| 5                  | Anastasiia Voinova  | Russie      | 34.359 |       |
| 6                  | Kaarle McCulloch    | Australie   | 34.362 |       |
| 7                  | Tania Calvo Barbero | Espagne     | 34.389 |       |
| 8                  | Sandie Clair        | France      | 34.709 |       |
| 9                  | Elena Brezhniva     | Russie      | 34.932 |       |
| 10                 | Shmeleva Daria      | Russie      | 35.303 |       |
| 11                 | Victoria Williamson | Royaume-Uni | 35.409 |       |
| 12                 | Kayono Maeda        | Japon       | 35.495 |       |

#### Keirin
- Finale

| Pos                | Nom             | Pays        | Notes |
| ------------------ | --------------- | ----------- | ----- |
| Médaille d'or      | Rebecca James   | Royaume-Uni |       |
| Médaille d'argent  | Gong Jinjie     | Chine       |       |
| Médaille de bronze | Lisandra Guerra | Cuba        |       |
| 4                  | Lee Wai-sze     | Hong Kong   |       |
| 5                  | Juliana Gaviria | Colombie    |       |
| 6                  | Kristina Vogel  | Allemagne   |       |

- Petite finale

| Pos | Nom                | Pays      | Notes |
| --- | ------------------ | --------- | ----- |
| 7   | Sandie Clair       | France    |       |
| 8   | Ekaterina Gnidenko | Russie    |       |
| 9   | Helena Casas       | Espagne   |       |
| 10  | Olivia Montauban   | France    |       |
| 11  | Kaarle McCulloch   | Australie |       |

#### Vitesse
Finales
| Manche                           | Nom            | Pays        | 1re manche | 2e manche | 3e manche |
| -------------------------------- | -------------- | ----------- | ---------- | --------- | --------- |
| Match pour la médaille d'or      |                |             |            |           |           |
| Médaille d'or                    | Rebecca James  | Royaume-Uni |            |           |           |
| Médaille d'argent                | Kristina Vogel | Allemagne   |            |           |           |
| Match pour la médaille de bronze |                |             |            |           |           |
| Médaille de bronze               | Lee Wai-sze    | Hong Kong   |            |           |           |
| 4                                | Guo Shuang     | Chine       |            |           |           |

#### Vitesse par équipes
- Finales

| Pos                              | Nom                               | Pays        | Temps    | Notes |
| -------------------------------- | --------------------------------- | ----------- | -------- | ----- |
| Match pour la médaille d'or      |                                   |             |          |       |
| Médaille d'or                    | Kristina Vogel Miriam Welte       | Allemagne   | 33 s 053 |       |
| Médaille d'argent                | Gong Jinjie Guo Shuang            | Chine       | 33 s 083 |       |
| Match pour la médaille de bronze |                                   |             |          |       |
| Médaille de bronze               | Victoria Williamson Rebecca James | Royaume-Uni | 33 s 893 |       |
| 4                                | Kaarle McCulloch Stephanie Morton | Australie   | 33 s 898 |       |

#### Poursuite individuelle
Finales
| Pos                              | Nom               | Pays       | Temps          |
| -------------------------------- | ----------------- | ---------- | -------------- |
| Match pour la médaille d'or      |                   |            |                |
| Médaille d'or                    | Sarah Hammer      | États-Unis | 3 min 32 s 050 |
| Médaille d'argent                | Amy Cure          | Australie  | 3 min 40 s 685 |
| Match pour la médaille de bronze |                   |            |                |
| Médaille de bronze               | Annette Edmondson | Australie  | 3 min 36 s 830 |
| 4                                | Laura Brown       | Canada     | 3 min 44 s 533 |

#### Poursuite par équipes
10 équipes de trois pistardes participent à cette épreuve. Après la qualification, les deux meilleurs temps s'affrontent pour la médaille d'or et les 3e et 4e temps pour la médaille de bronze.
- Finales

| Pos                              | Nom                                                   | Pays        | Temps          | Notes |
| -------------------------------- | ----------------------------------------------------- | ----------- | -------------- | ----- |
| Match pour la médaille d'or      |                                                       |             |                |       |
| Médaille d'or                    | Danielle King Laura Trott Elinor Barker               | Royaume-Uni | 3 min 18 s 140 |       |
| Médaille d'argent                | Annette Edmondson Melissa Hoskins Amy Cure            | Australie   | 3 min 19 s 913 |       |
| Match pour la médaille de bronze |                                                       |             |                |       |
| Médaille de bronze               | Laura Brown Jasmin Glaesser Gillian Carleton          | Canada      | 3 min 20 s 704 |       |
| 4                                | Katarzyna Pawłowska Małgorzata Wojtyra Edyta Jasińska | Pologne     | 3 min 29 s 024 |       |

#### Course aux points
| Pos                | Nom                 | Pays        | Points au sprint | Points au tour | Total |
| ------------------ | ------------------- | ----------- | ---------------- | -------------- | ----- |
| Médaille d'or      | Jarmila Machačová   | Tchéquie    | 10               | 20             | 30    |
| Médaille d'argent  | Sofía Arreola       | Mexique     | 9                | 20             | 29    |
| Médaille de bronze | Giorgia Bronzini    | Italie      | 22               | 0              | 22    |
| 4                  | Wong Wan Yiu Jamie  | Hong Kong   | 2                | 0              | 20    |
| 5                  | Kirsten Wild        | Pays-Bas    | 17               | 0              | 17    |
| 6                  | Anastasia Tchulkova | Russie      | 13               | 0              | 13    |
| 7                  | Yudelmis Domínguez  | Cuba        | 11               | 0              | 11    |
| 8                  | Dani King           | Royaume-Uni | 8                | 0              | 8     |
| 9                  | Stephanie Pohl      | Allemagne   | 7                | 0              | 7     |
| 10                 | Małgorzata Wojtyra  | Pologne     | 5                | 0              | 5     |
| 11                 | Lotte Kopecky       | Belgique    | 3                | 0              | 3     |
| 12                 | Hiroko Ishii        | Japon       | 3                | 0              | 3     |
| 13                 | Caroline Ryan       | Irlande     | 0                | 0              | 0     |
| 14                 | Alena Dylko         | Biélorussie | 0                | 0              | 0     |
| 15                 | Jasmin Glaesser     | Canada      | 0                | 0              | 0     |
| 16                 | Valeriya Kononenko  | Ukraine     | 0                | -20            | - 20  |
| -                  | Ashlee Ankudinoff   | Australie   | 0                | 0              | DNF   |

#### Scratch
| Pos                | Nom                 | Pays        |
| ------------------ | ------------------- | ----------- |
| Médaille d'or      | Katarzyna Pawłowska | Pologne     |
| Médaille d'argent  | Sofía Arreola       | Mexique     |
| Médaille de bronze | Evgenia Romanyuta   | Russie      |
| 4                  | Laurie Berthon      | France      |
| 5                  | Kirsten Wild        | Pays-Bas    |
| 6                  | Dani King           | Royaume-Uni |
| 7                  | Caroline Ryan       | Irlande     |
| 8                  | Alzbeta Pavlendova  | Slovaquie   |
| 9                  | Leire Olaberría     | Espagne     |
| 10                 | Tetyana Klimchenko  | Ukraine     |
| 11                 | Giorgia Bronzini    | Italie      |
| 12                 | Diao Xiao Juan      | Hong Kong   |
| 13                 | Sarah Inghelbrecht  | Belgique    |
| 14                 | Katsiaryna Barazna  | Biélorussie |
| 15                 | Melissa Hoskins     | Australie   |
| 16                 | Stephanie Pohl      | Allemagne   |
| 17                 | Sarah Hammer        | États-Unis  |
| 18                 | Jarmila Machačová   | Tchéquie    |

#### Omnium
17 pistardes de 17 pays différents participent à cette épreuve qui a lieu les 6-7 avril. La compétition consiste en six épreuves disputées sur deux jours : un contre-la-montre de 250 mètres départ lancé, une course aux points, une course à élimination, une poursuite de 2 kilomètres, une course scratch et un contre-la-montre de 500 mètres départ arrêté.
On additionne le classement de chaque cycliste dans les 6 épreuves et la gagnante est celle qui totalise le moins de points.
- Classement général

| Pos                | Nom                 | Pays        | Total |
| ------------------ | ------------------- | ----------- | ----- |
| Médaille d'or      | Sarah Hammer        | États-Unis  | 20    |
| Médaille d'argent  | Laura Trott         | Royaume-Uni | 24    |
| Médaille de bronze | Annette Edmondson   | Australie   | 26    |
| 4                  | Katarzyna Pawłowska | Pologne     | 32    |
| 5                  | Gillian Carleton    | Canada      | 39    |
| 6                  | Leire Olaberría     | Espagne     | 41    |
| 7                  | Lisa Brennauer      | Allemagne   | 41    |
| 8                  | Huang Li            | Chine       | 46    |
| 9                  | Tamara Balabolina   | Russie      | 54    |
| 10                 | Els Belmans         | Belgique    | 60    |
| 11                 | Laurie Berthon      | France      | 61    |
| 12                 | Simona Frapporti    | Italie      | 67    |
| 13                 | Xiao Juan Diao      | Hong Kong   | 70    |
| 14                 | Ivanna Borovychenko | Ukraine     | 76    |
| 15                 | Lucie Zaleska       | Tchéquie    | 76    |
| 16                 | Volha Masiukovich   | Biélorussie | 89    |
| 17                 | Alzbeta Pavlendova  | Slovaquie   | DNF   |

## Tableau des médailles
| Rang  | Nation           | Or | Argent | Bronze | Total |
| ----- | ---------------- | -- | ------ | ------ | ----- |
| 1     | Royaume-Uni      | 5  | 2      | 2      | 9     |
| 2     | Allemagne        | 3  | 3      | 2      | 8     |
| 3     | Australie        | 2  | 2      | 4      | 8     |
| 4     | France           | 2  | 0      | 2      | 4     |
| 5     | États-Unis       | 2  | 0      | 0      | 2     |
| 6     | Nouvelle-Zélande | 1  | 2      | 0      | 3     |
| 7     | Irlande          | 1  | 1      | 0      | 2     |
| 8     | Hong Kong        | 1  | 0      | 1      | 2     |
| 9     | Tchéquie         | 1  | 0      | 0      | 1     |
| 9     | Pologne          | 1  | 0      | 0      | 1     |
| 11    | Chine            | 0  | 2      | 0      | 2     |
| 11    | Mexique          | 0  | 2      | 0      | 2     |
| 11    | Espagne          | 0  | 2      | 0      | 2     |
| 14    | Russie           | 0  | 1      | 2      | 3     |
| 15    | Danemark         | 0  | 1      | 1      | 2     |
| 16    | Autriche         | 0  | 1      | 0      | 1     |
| 17    | Canada           | 0  | 0      | 1      | 1     |
| 17    | Cuba             | 0  | 0      | 1      | 1     |
| 17    | Italie           | 0  | 0      | 1      | 1     |
| 17    | Pays-Bas         | 0  | 0      | 1      | 1     |
| 17    | Suisse           | 0  | 0      | 1      | 1     |
| Total | Total            | 19 | 19     | 19     | 57    |